# Trichopsychoda carolinensis
Trichopsychoda carolinensis är en tvåvingeart som beskrevs av Quate 1959. Trichopsychoda carolinensis ingår i släktet Trichopsychoda och familjen fjärilsmyggor. Inga underarter finns listade i Catalogue of Life.